# Rudi Werion
Rudolf „Rudi“ Werion (* 12. Juni 1935 in Berlin; † Mai 2006 ebenda) war ein deutscher Schlager-, Musical- und Filmkomponist, der vor allem in der DDR große Erfolge feiern konnte. Ferner war er dort Politiker der Blockpartei National-Demokratische Partei Deutschlands (NDPD).

## Leben
Werion wurde 1935 als Sohn eines Architekten in Berlin geboren. Nach dem Abitur absolvierte er zunächst von 1953 bis 1955 eine Maurerlehre im VEB Industriebau Berlin. 1956 erhielt Werion einen Studienplatz an der Berliner Fachschule für Bauwesen und studierte bis 1960 Architektur. Danach wechselte er allerdings das Metier und arbeitete von 1961 bis 1963 zunächst als Musikdramaturg im VEB Lied der Zeit. Parallel dazu wechselte Werion  1962 ans musikwissenschaftliche Institut der Humboldt-Universität, wo er zunächst bis 1963 studiert. Anschließend erhielt er die Zulassung zum Studium an der Hochschule für Musik Hanns Eisler, wo er bis 1967 in der Fachrichtung Komposition und Tonsatz studierte. Nach Ende des Studiums kehrte Werion wieder zum Berliner Musikverlag zurück, wo er im VEB Lied der Zeit als stellvertretender Cheflektor fungierte.
Er komponierte rund 400 Schlagermelodien, darunter so populäre wie
- Bis zur Hochzeit ist alles wieder gut – Karin Prohaska
- Meerblaue Augen – Ivica Šerfezi
- Jeder Taler hat immer zwei Seiten – Zsuzsa Koncz
- Rauchen im Wald – Nina Lizell
- Ein himmelblauer Trabant – Sonja Schmidt.

Die Musik für die Serien Aber Vati, Polizeiruf 110, Florentiner 73 und Schwester Agnes stammt ebenfalls von ihm.
Werion trat 1966 in Blockpartei NDPD ein. Ab 1981 war er für einige Berliner Stadtverordneter, von 1986 bis 1990 war er als NDPD-Abgeordneter Mitglied der Volkskammer.

## Filmografie
- 1969: Der Weihnachtsmann heißt Willi
- 1971: Kennen Sie Urban?
- 1974: Neues aus der Florentiner 73 (TV)
- 1974: Aber Vati! (Fernseh-Mehrteiler)
- 1975: Schwester Agnes
- 1976: Polizeiruf 110: Schwarze Ladung (TV-Reihe)
- 1976: So ein Bienchen
- 1976: Jede Woche Hochzeitstag (Fernsehfilm)
- 1977: Polizeiruf 110: Vermißt wird Peter Schnok (TV-Reihe)
- 1978: Amor holt sich nasse Füße (Fernsehfilm)
- 1979: Aber Vati! – Fünf Jahre danach (TV)
- 1981: Abgefunden
- 1986: Polizeiruf 110: Parkplatz der Liebe (TV-Reihe)
- 1987: Polizeiruf 110: Der Tote zahlt (TV-Reihe)
- 1989: Polizeiruf 110: Der Fund (TV-Reihe)
- 1989: Ferienheim Bergkristall: Alles neu macht der May
- 1990: Polizeiruf 110: Zahltag (TV-Reihe)

## Auszeichnungen
- 1971: Kunstpreis des FDGB für Kennen Sie Urban?